# Tiger Six
Der Tiger Six ist ein Sport Utility Vehicle des italienischen Automobilherstellers DR Automobiles. Er wird unter der Marke Tiger angeboten und ist baugleich mit dem Beijing X6.

## Geschichte
Erstmals vorgestellt wurde das 4,62 Meter lange Fahrzeug im Mai 2024. Seit Anfang 2025 wird es in Italien verkauft. Im Mai 2025 wurde das SUV auch in Spanien präsentiert.

## Technische Daten
Angetrieben wird der Wagen von einem aufgeladenen 1,5-Liter-Ottomotor mit 130 kW (177 PS), der auch im größeren Tiger Eight verwendet wird. Er hat ein 7-Stufen-Doppelkupplungsgetriebe und Vorderradantrieb. Gegen Aufpreis bietet der Hersteller den Tiger Six mit einem Flüssiggas-Antrieb an.
|                                             | 1.5T                             |
| Bauzeitraum                                 | seit 2025                        |
| Motorkenndaten                              |                                  |
| Motortyp                                    | Reihen-Vierzylinder-Ottomotor    |
| Motoraufladung                              | Turbolader                       |
| Hubraum                                     | 1498 cm³                         |
| max. Leistung bei min−1                     | 130 kW (177 PS) / 5500           |
| max. Drehmoment bei min−1                   | 300 Nm / 1500–4500               |
| Kraftübertragung                            |                                  |
| Antrieb                                     | Vorderradantrieb                 |
| Getriebe                                    | 7-Stufen-Doppelkupplungsgetriebe |
| Messwerte                                   |                                  |
| Höchstgeschwindigkeit                       | 185 km/h                         |
| Beschleunigung, 0–100 km/h                  | 7,8 s                            |
| Kraftstoffverbrauch auf 100 km (kombiniert) | 7,9 l Super                      |
| CO2-Emissionen (kombiniert)                 | 178 g/km                         |
| Tankinhalt                                  | 53 l                             |
| Abgasnorm                                   | Euro 6                           |